# Gran Ducado de Mecklemburgo-Schwerin
Mecklemburgo-Schwerin fue un ducado del Sacro Imperio Romano Germánico, en la costa báltica de la actual Alemania, y un Estado libre y soberano (gran ducado de Mecklemburgo-Schwerin) desde 1806 hasta 1918. 
Su historia comienza en 1701, cuando el ducado de Mecklemburgo se dividió en dos: Mecklemburgo-Schwerin y Mecklemburgo-Güstrow. Tras la extinción del Sacro Imperio Romano Germánico, fue elevado en 1815 a gran ducado y se constituyó en un Estado independiente. En 1871, en el marco de la Unificación de Alemania, se integró al Imperio alemán. En 1918, al fin de la Primera Guerra Mundial y la caída de la monarquía alemana, el último gran duque fue derrocado y el ducado se constituyó en el Estado Libre de Mecklemburgo-Schwerin, dentro de la República de Weimar, lo que puso fin a su existencia. Lo que fue su territorio se encuentra hoy incluido en el Estado federado alemán de Mecklemburgo-Pomerania Occidental.

## Geografía

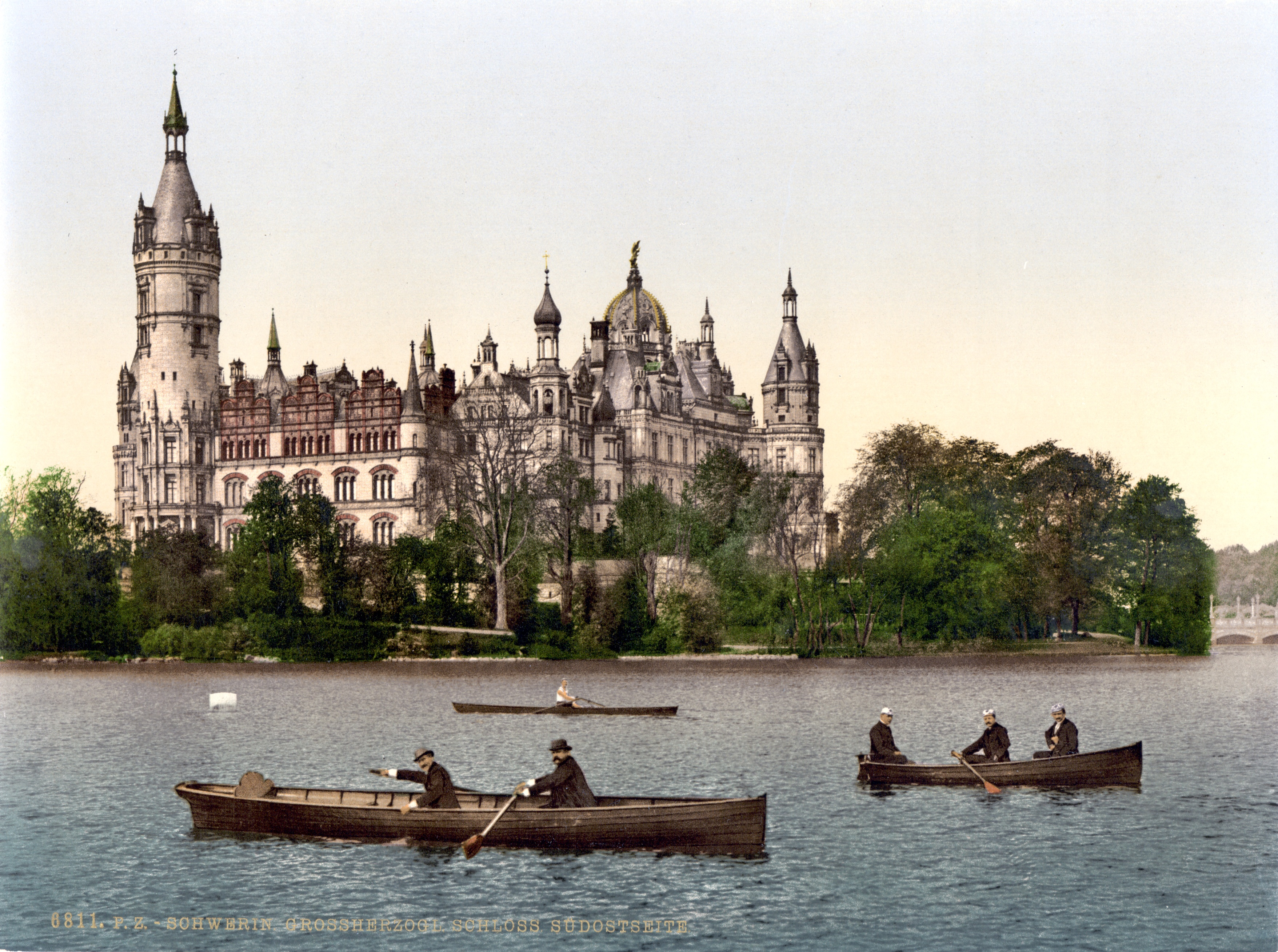
Castillo de Schwerin, Schwerin, postal de 1900.

Como su predecesor, el Ducado de Mecklemburgo-Schwerin, los territorios de Schwerin tras la incorporación del extinto Ducado de Mecklemburgo-Güstrow en 1701 comprendían principalmente las partes central y occidental de la región histórica de Mecklemburgo. Una parte más pequeña sudoriental era sostenida por la rama del Ducado de Mecklemburgo-Strelitz de la casa gran ducal, quien también gobernaba los territorios del anterior Obispado de Ratzeburg en el extremo noroccidental.
El gran ducado estaba limitado por la costa báltica al norte y por la provincia prusiana de Pomerania al noreste, donde la frontera con la región de Hither Pomerania (antigua Pomerania sueca) estaba limitada por los ríos Recknitz, Peene, y el lago Kummerower See. En el sur bordeaba con las provincias prusianas de Brandeburgo (con los exclaves de Rossow y Schönberg en las cercanías Wittstock) y en el suroeste con el distrito de Amt Neuhaus en manos del Reino de Hannover, que fue incorporado a la provincia prusiana de Hannover después de la guerra austro-prusiana en 1866. Asimismo en el oeste, el Ducado de Holstein fue incorporado a la Provincia de Schleswig-Holstein, tras lo cual Mecklemburgo quedó casi enteramente rodeado por territorio prusiano.
Junto a su capital en Schwerin, Mecklemburgo-Schwerin comprendía las ciudades costeras de Rostock y Wismar, que habían permanecido bajo la Corona sueca hasta 1803, así como las ciudades interiores de Parchim y Güstrow.

## Historia
En los primeros años de las Guerras Revolucionarias Francesas el Duque Federico Francisco I de Mecklemburgo-Schwerin se mantuvo neutral, y en 1803 recuperó Wismar, que había sido empeñada a Suecia. Después de la victoria de Napoleón en la Batalla de Austerlitz y la disolución final del Sacro Imperio Romano Germánico en 1806, se unió a la Confederación del Rin por un tratado de fecha 22 de marzo de 1808. Napoleón, en preparación de la invasión francesa de Rusia en 1812, hizo caso omiso de esta alianza y ofreció el ducado al presunto heredero sueco Jean Bernadotte por su apoyo. El Duque Federico Francisco fue el primer miembro de la Confederación en abandonar a Napoleón, a cuyo ejército había enviado un contingente, y en la sucesiva Guerra de la Sexta Coalición luchó contra las tropas del Primer Imperio Francés —con el resultado de que sus nuevos aliados, Prusia y Rusia, ahora ofrecieron su ducado al Reino de Dinamarca—. Finalmente, a Dinamarca se le prometieron los territorios adyacentes de la Pomerania Sueca por la Paz de Kiel de 1814 y el gobierno de los duques de Mecklemburgo permaneció inviolado.
En el Congreso de Viena de 1815, Federico Francisco se unió a la recién fundada Confederación Germánica, y como su primo en Strelitz Carlos II, fue elevado al título de "Gran Duque de Mekclemburgo-Schwerin". En 1819 la servidumbre fue finalmente abolida de sus dominios. La gobernanza de Mecklemburgo todavía estaba determinada por el acuerdo de herencia de 1755 (Landesgrundgesetzlicher Erbvergleich), que confirmaba la jerarquía medieval de los estados, que afectaban en gran medida el desarrollo social y económico de ambos ducados. Durante las revoluciones de 1848, el ducado fue testigo de una considerable agitación en favor de la implementación de una constitución liberal. El 10 de octubre de 1849 el Gran Duque Federico Francisco II (1823-1883) concedió una nueva ley básica elaborada por el primer ministro Ludwig von Lützow. En la subsiguiente reacción de la nobleza de Mecklemburgo, respaldada por el gran duque en Strelitz Jorge, fueron retiradas todas las concesiones que se habían hecho a la democracia y fueron introducidas medidas más restrictivas en 1851 y 1852.
En la disputa sobre el vecino ducado de Holstein que culminó en la guerra austro-prusiana de 1866, Federico Francisco II dio apoyo al Reino de Prusia, a quien ayudó con soldados de Mecklemburgo-Schwerin. Su gran ducado empezó a pasar cada vez más bajo la influencia prusiana. En 1867 se unió a la Confederación Alemana del Norte y al Zollverein. En la guerra franco-prusiana (1870-1871), Prusia de nuevo recibió una valiosa asistencia del Gran Duque Federico Francisco II, quien era una ardiente defensor de la unidad alemana y mantuvo un alto rango en sus ejércitos. En el curso de la unificación alemana en 1871, Mecklemburgo-Schwerin y Mecklemburgo-Strelitz se convirtieron en estados del Imperio alemán. Se produjo ahora una renovada agitación por una constitución más democrática y el parlamento alemán, Reichstag, dio cierto respaldo a este movimiento.
En 1897, Federico Francisco IV (n. 1882) sucedió a su padre Federico Francisco III (1851-1897) como el último gran duque de Mecklemburgo-Schwerin. En 1907 el Gran Duque prometió una constitución a sus súbditos. El ducado siempre había permanecido bajo un sistema feudal de gobierno, teniendo el gran duque los poderos ejecutivos enteramente en sus manos (aunque actuando a través de sus ministros). El ducado compartía una dieta (Landtag), que se reunía durante cortas sesiones cada año. En otras ocasiones estaba representada por un comité de propietarios consistente en los caballeros de los estados (Rittergüter), conocido como Ritterschaft, y el Landschaft, por representantes de ciertas ciudades (burgomasters). Mecklemburgo-Schwerin disponía de seis miembros en el Reichstag. Tras el suicidio de su primo en Strelitz el Gran Duque Adolfo Federico VI el 23 de febrero de 1918, Federico Francisco actuó como regente de Mecklemburgo-Strelitz. Poco después, el 14 de noviembre, fue obligado a renunciar al trono de Mecklemburgo en el curso de la Revolución alemana. El gran ducado pasó a convertirse en el Estado Libre de Mecklemburgo-Schwerin, un estado federado de la República de Weimar.
De este modo se dieron por terminados casi ocho siglos de reinado continuado (solo interrumpido por Albrecht von Wallenstein desde 1628 hasta 1630) de la dinastía Mecklemburgo, originalmente obrodita (eslava occidental), que empezó con su progenitor Niklot (f. 1160). Hasta 1918 el gran duque recibió el estilo de "Príncipe de los Wendos".